# Белопольский, Аншель Петрович
Аншель Петрович (Пинхасович) Белопо́льский (1901 — 1950) — советский химик.

## Биография

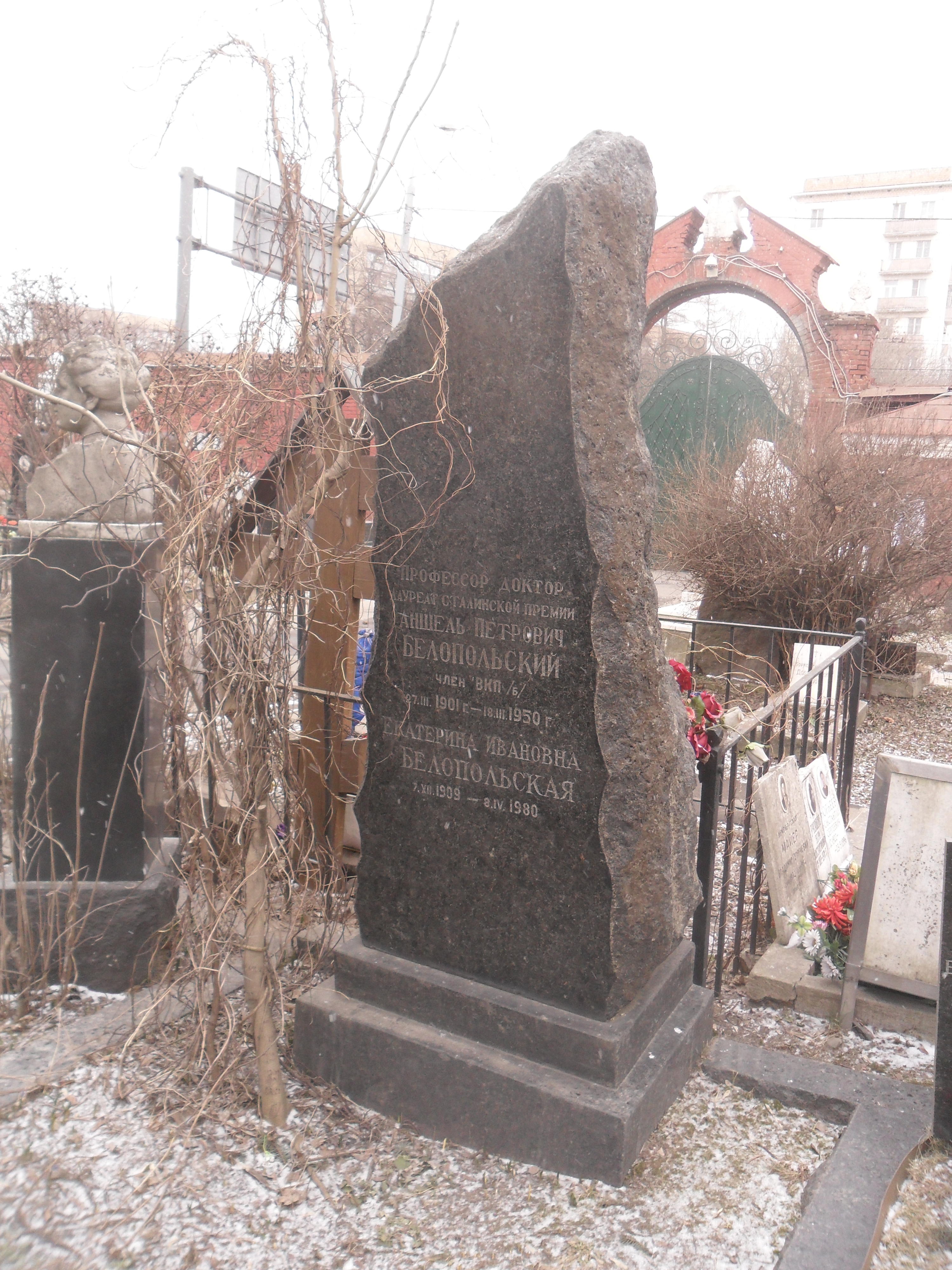
Могила Белопольского на Новодевичьем кладбище Москвы.

Родился 14 (27 марта) 1901 года в Киеве (ныне Украина) в семье киевского купца первой гильдии (ранее бердичевского мещанина) Пинхаса Абрамовича Белопольского и Блюмы Аншелевны Белопольской (в девичестве Коган). В 1927 году окончил МИНХ по специальности «Инженер-технолог химической промышленности». Работал в научном институте по удобрениям и инсектофунгицидам (НИУИФ) (1927–1950), с 1932 года – заведующий солевой и физико-химической лабораториями; с 1932 года одновременно преподавал в МИС имени И. В. Сталина, доцент (с 1933 года), профессор (с 1935 года), заведующий кафедрой общей химии (1937–1941); заведующий кафедрой общей химии в УПИ (1941–1943).
Занимался физико-химическими исследованиями солевых систем. Существенно перестроил лекционный курс и лабораторные практикумы на кафедре общей химии УПИ. Участник конференций союзного значения и XV Международного конгресса (Брюссель, 1935). Подготовил трех кандидатов наук.
Автор более 90 публикаций.  Член ВКП(б).
Ученик — Томилин, Игорь Аркадьевич.
Умер 18 марта 1950 года в результате несчастного случая. Похоронен в Москве на Новодевичьем кладбище.

## Награды и премии
- Сталинская премия III степени (14 марта 1941) — за разработку метода получения сульфата аммония и соды из мирабилита
- орден «Знак Почёта» (1944)